# Big Thief
Big Thief är ett amerikanskt indierockband från Brooklyn. Sångerskan Adrianne Lenker började göra musik tillsammans med gitarristen Buck Meek 2014. Året därpå bildade de Big Thief och 2016 släpptes debutalbumet Masterpiece. Gruppen har blivit nominerade till flera Grammys.

## Diskografi

### Studioalbum
- 2016 – Masterpiece
- 2017 – Capacity
- 2019 – U.F.O.F.
- 2019 – Two Hands
- 2022 – Dragon New Warm Mountain I Believe in You

### EP-skivor
- Demos Vol. 1 (2020)
- Live at the Bunker Studio (2021)